# Sinolinyphia henanensis
Sinolinyphia henanensis (Hu, Wang & Wang, 1991) è un ragno appartenente alla famiglia Linyphiidae.
È l'unica specie nota del genere Sinolinyphia.

## Distribuzione
La specie è stata rinvenuta in Cina.

## Tassonomia
Per la determinazione delle caratteristiche di questo genere monospecifico sono stati esaminati gli esemplari di S. cyclosoides Wunderlich & Li, 1995.
Dal 2005 non sono stati esaminati altri esemplari, né sono state descritte sottospecie al 2012; al 2012 l'aracnologo Tanasevitch conserva la denominazione S. cyclosoides, da altri autori ritenuta sinonimo.

### Sinonimi
- Sinolinyphia cyclosoides Wunderlich & Li, 1995; esemplari riconosciuti in sinonimia con S. henanensis (Hu, Wang & Wang, 1991), a seguito di un lavoro degli aracnologi Zhu et al. del 2005[1].